# Мілтон-Кінз (боро)

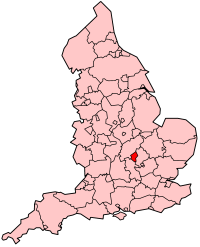
Унітарна одиниця на мапі Англії

52°02′ пн. ш. 0°46′ зх. д. / 52.033° пн. ш. 0.767° зх. д.
Мі́лтон-Кінз (англ. Milton Keynes) — унітарна одиниця зі статусом району (англ. borough) в Англії, в церемоніальному графстві Бакінгемшир, найпівнічніша територія регіону Південно-Східна Англія. Адміністративний центр — місто Мілтон-Кінз, в якому проживає 90% населення одиниці.

## Історія
Район був утворений 1 квітня 1974 року за рахунок злиття міського району Блечлі, міського району Ньюпорт Пегнелл, міського району Вулвертон, сільського району Ньюпорт Пегнелл і частини сільського району Вінг. У новоутвореному районі було збудоване нове місто Мілтон-Кінз.
Мілтон-Кінз був одним з п'яти неметропольних районів графства Бакінгемшир. 1 квітня 1997 року він був перетворений в унітарну одиницю, яка не підпорядковується раді графства.

## Географія
Мілтон-Кінз займає територію 308 км² і межує на південному заході з неметропольним графством Бакінгемшир, на північному заході з церемоніальним графством Нортгемптоншир, на сході з церемоніальним графством Бедфордшир.

## Спорт
У місті Мілтон-Кінз базується професіональний футбольний клуб «Мілтон Кінз Донз», який у сезоні 2012-13 виступає у Першій футбольній лізі. Команда приймає суперників на стадіоні «Мілтон Кінз Стедіум» (22 тис. глядачів).